# Trdnjavska cerkev
Trdnjavska cerkev tudi tabor je posebna vrsta cerkve, ki jo je poleg verskih funkcij, lokalno prebivalstvo uporabljalo tudi za umik in obrambni položaj, podobno kot grad zatočišče. Trdnjavska cerkev običajno pomeni, da je cerkev obdana z lastnimi utrdbami, kot so obzidje in obrambni stolpi. Cerkev s preprostimi obrambnimi funkcijami, kot so obzidje in topovske strelnice na sami cerkvi, se imenuje utrjena cerkev.

## Arhitekturna zgodovina
Trdnjavska cerkev je običajno obdana z obzidjem, opremljenim s stolpi in obrambnim hodnikom. Gre za razvoj utrjenih cerkva, katerih obrambni zidovi so tudi dejanske stene cerkve. Vendar pa so le-ti pogosto uporabljajo izmenično in jih ni mogoče jasno razlikovati. Na splošno je utrjena cerkev enotna stavba, trdnjavska cerkev pa je stavbni kompleks.
V zgodnjem srednjem veku so bili sedeži nekdanjih škofij, še posebej ob zadnjem času pokristjanjevanja regij, kot je Saška, zasnovani kot trdnjavske cerkve. Imenovale so se domburg ali »katedralni grad«.
Trdnjavske cerkve so še posebej pogoste na Frankovskem, v Južni Franciji in Transilvaniji. Še posebej v Transilvaniji, zgodovinsko nemško naseljenem območju v Romuniji, je več kot sto trdnjavskih cerkva, od katerih je bilo sedem označenih kot Unescovih spomeniki (Birthälm / Biertan leta 1993, Kelling / Calnic, Wurmloch / Valea Viilor, Dersch / Darjiu, Deutsch-Weißkirch / Viscri, Keisd / Saschiz in Tartlau / Prejmer v letu 1999). Bile so zgrajene in vzdrževane, da se branijo pred zaporednimi turškimi vpadi.
Trdnjavske cerkve ohranjene danes so običajno iz 15. stoletja. Za razliko od meščanov, vaščani niso imeli denarja za izgradnjo obrambe okoli celotnega naselja. Bili pa so nič manj ranljivi in dovzetni za vojaške spopade njihovih vladarjev in z njimi povezanih racij in plenjenja. Velike roparske tolpe so bile tudi nevarnost, ki se ni smela podcenjevati. Cerkev je bila pogosto edina kamnita stavba v vasi in je bila najbolj primerna za obrambo. Rezultat so različne oblike zaščite in utrjevanja cerkva, od tistih, obkroženih s hlevi, v katerih bi se prestalo nekaj dni obleganja, do utrjenega pokopališča, do preprosto utrjenih cerkva in, končno trdnjavske cerkve.
Trdnjavske cerkve v severni Nemčiji niso ohranjene. To je verjetno zato, ker so bila kamnita obzidja kasneje razstavljena zaradi pomanjkanja kamna, da so ga lahko ponovno uporabili za druge namene. Edina znana trdnjavska cerkev v obalnem območju je cerkev sv. Dionizija v Bremerhaven-Wulsdorf, ki kaže, da ima kamnit zid do 3.60 metrov visok.

## Nekatere ohranjene trdnjavske cerkve

### Avstrija
- Eisenerz
- Djekše
- Gospa Sveta

### Nemčija
Sülzbach (Obersulm), Laichingen, Weissach, Merklingen (Weil der Stadt), Lienzingen, Grafengehaig, Kinding, Diebach, Fuchsstadt, Bad Kötzting, Hannberg, Effeltrich, Hetzles, Aidhausen, Goßmannsdorf, Thüngersheim, in mnoge druge.

### Luksemburg
- Echternach: Nekdanja cerkev svetega Petra in Pavla je bila zgrajena znotraj rimskega obzidja, in je bila zavarovana do 18. stoletja.
- Luksemburg: tu je še vedno stolp uničenega utrjenega samostana Altmünster[1]

- Bivša župnijska cerkev sv. Petra in Pavla, Echternach (Luksemburg)
- Stolp starega samostana Altmünster, Luksemburg

### Filipini
- Župnijska cerkev San Ignacio de Loyola, Severni Samar

### Srbija
- Samostan Manasija

### Švica
- Benediktinski samostan svetega Janeza, Müstair, Graubünden - samostan in Unescova dediščina
- Trdnjavska cerkev svetega Arbogasta, Muttenz, Basel: vaška cerkev sv..Arbogasta – pozno srednjeveška trdnjavska cerkev
- Bazilika Valère, Sion, kanton Valais: Valère Basilica

### Romunija (Transilvanija)
Med desetimi dobro ohranjenimi trdnjavskimi cerkvami v Transilvaniji (Današnja Romunija), jih je sedem vpisanih na Unescov seznam svetovne dediščine od leta 1993 kot Vasi s trdnjavskimi cerkvami v Transilvaniji. 

### Slovenija
V Sloveniji je mnogo cerkva. Mnoge so tudi na gričih. Te poznavalci povezujejo s predkrščanskimi kultnimi mesti in višinskimi pribežališči staroselcev, kot tudi zatočišči v času turških vpadov. Samo nekatere izmed njih so:
- Cerkev sv. Marije, Ljubljana (Šmarna gora)
- Cerkev sv. Marije, Vitovlje
- Cerkev Marijinega rojstva, Rovišče (Zasavska Sveta gora)
- Cerkev sv. Nikolaja, Cerovo
- Cerkev sv. Pankracija, Stari trg pri Slovenj Gradcu
- Cerkev sv. Trojice, Hrastovlje; taborsko obzidje iz 16. stoletje, s kakršnimi so utrjevali vaške cerkve pred turško nevarnostjo; na vhodu je vklesan latinski napis iz leta 1581
- Cerkev sv. Urha, Zaklanec
- Cerkev Žalostne Matere Božje, Podbrezje